# Légitime Défense (roman)
Pour les articles homonymes, voir Légitime défense (homonymie).
Légitime Défense est un roman policier de l'auteur belge Stanislas-André Steeman, paru en Belgique en 1942.  Il fut repris aux Éditions Fayard en 1947 sous le double titre Légitime Défense/Quai des Orfèvres à l'occasion de la sortie du film de Henri-Georges Clouzot.

## Résumé
Mari jaloux, l'artiste-peintre Noël Martin soupçonne sa femme, Belle, de le tromper avec le mécène Judas Weyl, lorsqu'un soir, elle dit être partie chez sa mère malade et qu'il découvre la vérité sur la lettre d'une de ses amies.
Il décide alors de se rendre chez Weyl pour surprendre les amants et pense même au crime, allant jusqu'à acheter un billet de cinéma en guise d'alibi. Dans le jardin de Weyl, il voit une silhouette féminine qui s'enfuit, et à l'intérieur, Weyl endormi. Saisissant un maillet de gong, il le tue.

## Adaptation
Le roman est adapté au cinéma en 1947 par Henri-Georges Clouzot, qui transpose l'action à Paris dans son film Quai des Orfèvres avec Louis Jouvet et Suzy Delair.

## Réédition
Le roman est maintenant réédité sous le double titre Légitime Défense/Quai des Orfèvres.

## Personnages
- Noël Martin : artiste peintre.
- Belle Martin : son épouse.
- Judas Weyl : collectionneur d’œuvres d'art.
- Judith Weyl : son épouse.
- Joan Weyl : fille de Judas Weyl.
- Abdon Chambre : secrétaire particulier de Judas Weyl.
- Renée d'Humain : amie de Belle et Noël Martin.
- Honoré Maria : commissaire de police.
- Victor Garrick : reporter.
- Klein : artiste peintre, ami de Noël et Belle Martin.